# Дервиш Хима
Дервиш Хима (на албански: Dervish Hima) е албански политик, дипломат, публицист и революционер.

## Биография
Роден е като Ибрахим Наджи (на албански: Ibrahim Naxhi) в 1872 година в Охрид, Османската империя, днес Северна Македония. Основното си образование завършва в Охрид, а средното – в Солун. Записва се да учи във Висшето училище по военна медицина в Цариград, но прекъсва следването си след две години. В 1908 година е арестуван от османските власти заради реч, която държи в Шкодра относно независимостта на Албания. Той е сред подписалите Декларацията за независимост на Албания в 1912 година.
Допринася за сближаването на българските и албанските чети срещу новата сръбска власт и участва в съвместното Охридско-Дебърско въстание в 1913 година.
Издава албанските вестници „Арнаутлук“ в Цариград и „Албания“ в Швейцария. Междувременно пише и публикува книги.
Дервиш Хима умира в Тирана на 21 май 1928 година и е погребан с високи почести. На него е кръстена улица в Скопие.